# Щелчиха
Щелчиха— деревня в Здвинском районе Новосибирской области. Входит в состав Чулымского сельсовета.

## География
Площадь деревни — 21 гектар.

## Население
| 2002 | 2007 | 2010 |
| ---- | ---- | ---- |
| 126  | ↘114 | ↘86  |

## Инфраструктура
В деревне по данным на 2007 год функционируют 1 учреждение здравоохранения, 1 образовательное учреждение.